# Daniel Loeble
Daniel Löble (Zurigo, 22 febbraio 1973) è un batterista svizzero, attualmente membro attivo degli Helloween.

## Biografia
Daniel Löble, prima di entrare a far parte degli Helloween, era il batterista della band Rawhead Rexx. Nel 2004 venne contattato per sostituire Stefan Schwarzmann e abbandonò la sua precedente band per unirsi ai ben più famosi Helloween con cui produsse nel 2005 l'album Keeper of the Seven Keys - The Legacy e nel 2007 Gambling with the Devil.
Nel 2004 ha supportato in tour i Blaze.

## Discografia
- 2005 - Keeper of the Seven Keys - The Legacy
- 2007 - Gambling with the Devil
- 2007 – Live on 3 Continents
- 2010 – 7 Sinners
- 2013 – Straight Out of Hell
- 2015 – My God-Given Right
- 2021 – Helloween